# (4011) Bakharev
(4011) Bakharev es un asteroide perteneciente al cinturón de asteroides, descubierto el 28 de septiembre de 1978 por Nikolái Stepánovich Chernyj desde el Observatorio Astrofísico de Crimea (República de Crimea).

## Designación y nombre
Designado provisionalmente como 1978 SC6. Fue nombrado Bakharev en honor al astrónomo soviético Anatolij mihajlovic Baharev.